# Frankis Marzo
Frankis Carol Marzo (Guantánamo, 1987. szeptember 7. –) kubai származású katari válogatott kézilabdázó.

## Pályafutása

### Klubcsapatokban
2011-ig szülőhazájában kézilabdázott, ezt követően lett a portugál Sporting Lisszabon játékosa. 2012-ben, 2013-ban és 2014-ben Portugál Kupát, 2014-ben pedig a Portugál Szuperkupát nyert a csapattal, amelynek színeiben pályára léphetett a Bajnokok Ligájában és az EHF-kupában is. 

### A válogatottban
A kubai válogatott színeiben részt vett a 2009-es világbajnokságon. Miután megkapta a katari állampolgárságot, új hazája színeiben szerepelt a 2019-es és a 2021-es világbajnokságon. Utóbbi tornán 11 gólt szerzett a katariak Japán elleni nyitómérkőzésén, és a találkozó legjobbjának is megválasztották. Összesen 58 alkalommal volt eredményes a világbajnokságon, ezzel pedigő lett a gólkirály. Kétszer nyert Ázsia-kupát.